# 第17回ラスベガス映画批評家協会賞
第17回ラスベガス映画批評家協会賞は2013年の映画を対象としており、2013年12月17日に発表された。

## 受賞一覧

### 作品賞トップ10
- 1位 - 『それでも夜は明ける』
  - 2位 - 『ダラス・バイヤーズクラブ』
  - 3位 - 『ゼロ・グラビティ』
  - 4位 - 『ウルフ・オブ・ウォールストリート』
  - 5位 - 『アメリカン・ハッスル』
  - 6位 - 『インサイド・ルーウィン・デイヴィス 名もなき男の歌』
  - 7位 - 『ウォルト・ディズニーの約束』
  - 8位 - 『ネブラスカ ふたつの心をつなぐ旅』
  - 9位 - 『her/世界でひとつの彼女』
  - 10位 - 『ローン・サバイバー』

### 監督賞
- スティーヴ・マックイーン - 『それでも夜は明ける』

### 主演男優賞
- マシュー・マコノヒー - 『ダラス・バイヤーズクラブ』

### 主演女優賞
- エマ・トンプソン - 『ウォルト・ディズニーの約束』

### 助演男優賞
- ジャレッド・レト - 『ダラス・バイヤーズクラブ』

### 助演女優賞
- ルピタ・ニョンゴ - 『それでも夜は明ける』

### 脚本賞
- スパイク・ジョーンズ - 『her/世界でひとつの彼女』

### ブレイクアウト映画人賞
- ライアン・クーグラー

### 外国語映画賞
- 『アデル、ブルーは熱い色』 フランス

### アニメ映画賞
- 『アナと雪の女王』

### ファミリー映画賞
- 『ウォルト・ディズニーの約束』

### アクション映画賞
- 『ローン・サバイバー』

### ホラー／SF映画賞
- 『パシフィック・リム』

### コメディ映画賞
- 『ディス・イズ・ジ・エンド 俺たちハリウッドスターの最凶最期の日』

### ドキュメンタリー映画賞
- Blackfish

### 撮影賞
- エマニュエル・ルベツキ - 『ゼロ・グラビティ』

### 衣装デザイン賞
- 『それでも夜は明ける』

### 編集賞
- 『ゼロ・グラビティ』

### 作曲賞
- "Please Mr. Kennedy" - 『インサイド・ルーウィン・デイヴィス 名もなき男の歌』

### 美術賞
- 『ゼロ・グラビティ』

### 視覚効果賞
- 『ゼロ・グラビティ』

### 若手俳優賞
- タイ・シェリダン - 『MUD -マッド-』

### DVD賞
- Breaking Bad – The Complete Series (ブルーレイ)

### ウィリアム・ホールデン功労賞
- ジョン・グッドマン